# Platycoelia hirta
Platycoelia hirta är en skalbaggsart som beskrevs av Ohaus 1904. Platycoelia hirta ingår i släktet Platycoelia och familjen Rutelidae. Inga underarter finns listade i Catalogue of Life.